# Brian Dutton
Brian Dutton (1935-Oak Park, Illinois, 21 de octubre de 1994) fue un medievalista e hispanista inglés.

## Biografía
De una familia de mineros galeses, se licenció en el King's College y se doctoró en el Birkbeck College de la Universidad de Londres y ocupó un puesto de lector asistente en la misma. Su tesis de M. A. fue sobre The Language of Gonzalo de Berceo. A Philological Study of the Medieval Manuscripts of the Vida de Santo Domingo de Silos with a Textual Commentary and Glossary (1958) y quedó inédita, aunque desde 1960 fueron viendo la luz diversos trabajos suyos sobre el clérigo riojano, y en 1967 apareció el primer tomo de sus Obras completas, correspondiente a la Vida de San Millán; por delante quedaban otros cinco que iría publicando la misma editorial (Londres: Tamesis Books, 1967-81). Llegó a los Estados Unidos en 1966 como investigador y asesor de la Oficina de las Fuerzas Armadas. Pasó un año en Athens (Georgia) y dirigió el departamento de español de la Universidad de Illinois en Chicago desde 1970 hasta 1974, año este último en que obtuvo una beca de la Fundación Guggenheim, y fue director de estudios de grado y profesor de literatura española en el campus universitario de la misma universidad en Urbana desde 1976 a 1986. Se casó dos veces y tuvo tres hijos. Después pasó sus últimos ocho años (1986-1994) en Wisconsin, en el Seminario de Estudios Hispánicos de Madison fundado por un discípulo de Ramón Menéndez Pidal, Antonio García Solalinde, y allí, tras haber localizado más de 800 poetas y unos 7000 poemas distintos en cancioneros manuscritos, incunables y posincunables, y especializado en el estudio de la lírica cancioneril del siglo XV, publicó el monumental Catálogo-Índice de la poesía cancioneril del siglo XV en siete volúmenes, El Cancionero del siglo XV (c. 1360-1520) y Cancionero de Baena.
Editó las Obras completas de Gonzalo de Berceo entre 1960 y 1984, destacando en especial su reveladora Vida de San Millán de la Cogolla. Otra edición notable suya es el Libro de Medicina, de Bernardo de Gordonio, un tratado médico medieval que publicó en 1991 junto a John Cull. También era un consumado especialista en los curiosos saberes de la ornitología (brindó muchos de sus materiales a Keith Whinnom cuando redactaba su A glosary of spanish bird names) y de la botánica (no sólo descriptiva, sino también histórica). Era amigo de los medievalistas Joaquín González Cuenca y Pedro Manuel Cátedra, con los que colaboró en sus estudios bibliográficos sobre cancioneros. En su memoria se le dedicó Nunca fue pena mayor: (estudios de literatura española en homenaje a Brian Dutton), coord. por Victoriano Roncero López y Ana Menéndez Collera, Ciudad Real: Universidad de Castilla-La Mancha, 1996.